# 发现号 (NCC-1031)
在《星艦迷航記》的虚拟宇宙中，聯邦星艦发现号（NCC-1031）是《星際爭霸戰：發現號》剧中的主角船舰 。剧情中是23世纪时期星际联邦星际舰队下辖的一艘克罗斯菲尔德级联邦星舰，同样也是一艘联邦跨领域级星舰，该船具有实验推进装置。最初由加百列·洛卡舰长指挥，后由克里斯托弗·派克舰长指挥。2258年，發現號穿越到930多年後的未來，由水魔族薩魯擔任第三代艦長。在大烈火真相大白後，麥珂·伯翰取代薩魯成為第四代艦長。
在《发现号》第5季的结局中，成为星际舰队上将的麥珂将发现号带到深空某处遗弃，其具有自主意识的主控电脑将会等待下一步的指令，作为新的红色信号任务的一部分。在短篇《短途》中出现，拯救了一名在救生舱的船员。

## 名称由来
对于发现号的由来，布莱恩·富勒表示“发现是星际迷航中固有的概念，它似乎是承认这种精神的一种绝妙方式，而且……星际迷航为我提供的东西是我们作为一个物种前进的灵感，或者一颗行星……它给了我一个发现更美好的世界的巨大希望，因为我们在我们现在生活的世界中需要它。 我们需要好奇心，我们需要灵感，我们同样需要找到自我世界的对应版本。” 

## 历史
发现号于地球旧金山（星际联邦总部）轨道船坞下水，它的舰铭是“一切事物一旦被发现后皆能被理解；关键在于发现他们。”這句話引用自伽利略的名言。发现号最初被星际联邦作为科學舰使用，它的成员数限制在140人，而這艘星艦的科學研究研設施能夠進行300個獨立的科學任務，創下了當時星際艦隊的記錄（《DIS》:、“讓正常人也發瘋的魔法”）。
發現號從一開始就是以保罗·斯塔麥和他同學的研究為基礎，作為實驗性孢子驅動系統的測試平台而建。斯塔麥最初希望他的研究是追求純粹的理論知識並應用於和平目的，但隨著戰爭的爆發，發現號很快被改造以適用於他研究成果的軍事用途。
發現號和它的姊妹艦，聯邦星艦格蘭號（NCC-1030），都配備了一台試驗性的孢子驅動系統進行實際使用測試。在2256年末許多研究和改進仍未完成，但一旦完善，孢子驅動系統擁有在眨眼間穿越星系廣大距離的潛力。發現號在試圖將其完善為一種可靠的驅動系統時只用其進行了短程跳躍。與此相反，格蘭號的船員為了更快的研發進度進行了更大膽的冒險嘗試，導致了一場殺死了全體船員並使艦船癱瘓的事故。

### 聯星戰役
隨著聯星戰役的爆發，發現號處於加百列·洛卡艦長的指揮下並被指派了執行黑色行動科學研究的秘密任務，開發能夠幫助聯邦贏得戰爭的絕密武器和技術。
在2256年11月，發現號收到了來自科文2號（Corvan II）的求救訊號，當時該星正遭受克林貢人的攻擊。作為範圍內唯一一艘星艦，發現號首次嘗試以孢子驅動系統跳躍前往該聯邦採礦殖民地，結果卻危險地接近了一顆恆星。利用太空水熊蟲作為艦船導航途徑，船員們最終駕駛發現號及時跳躍到了科文2號，摧毀了正在進攻的克林貢猛禽艦並使殖民地免於被摧毀（《DIS》:“刀下無情”)。
發現號在帕沃星軌道上遭遇克林貢死亡號（Sarcophagus）並與克林貢人開始了艦對艦戰鬥。發現號圍繞隱形的克林貢星艦進行了133次微跳躍，使船員們能夠鎖定並擊毀敵人的主力艦（《DIS》:“我進入森林”）。
|                                                                 | 這艘船很快成為了我們對抗克林貢人的這場戰爭中，星際聯邦最重要的武器。也因為它的存在，戰爭情勢逆轉。正因為我們的存在，聯邦正在勝利。 |
| ——麥珂·伯翰，個人日志，2256年（《DIS》: “讓正常人也發瘋的魔法”) | |

### 鏡像宇宙
在一次意外中孢子驅動系統帶著發現號進入鏡像宇宙。後來發現洛卡艦長實際上來自鏡像宇宙，他替代了自己主要宇宙的同位體並故意將發現號帶到了他的母宇宙。隨著洛卡身份的曝光，薩魯大副接管了發現號的全權指揮（《DIS》:“你不再是你”、“狂妄的野心”、“起因埋於過往”）。
為了返回原本的宇宙，發現號隨後在星曆1834.2對特倫帝國旗艦卡戎號（ISS Charon）發動了攻擊。發現號飛過特倫船艦的上層建築，摧毀了為卡戎號提供動力的超級菌絲體反應器，並利用由此產生的菌絲衝擊波為孢子驅動系統提供動力並返回正常宇宙（《DIS》:“你不再是你”、“狂妄的野心”、“起因埋於過往”）。 

### 七个红色信號与指揮部
聯星戰役結束後，發現號受命前往瓦肯去接回它的新指揮官。途中，一則一級優先權求救信號使發現號脫離曲速並回應這則來自聯邦星艦企業號（NCC-1701）克里斯托弗·派克艦長的呼叫（《DIS》:“願與我攜手嗎？”） 
鑑於企業號無法繼續完成它的原定任務，即調查探測到的橫跨銀河系的七個紅色能量爆發現之一（也就是七个红色信号），派克艦長依據星際艦隊規章第19條C部分，奉命執行從薩魯艦長手中接管發現號的指揮權。之後發現號追尋能量爆發的坐標曲速飛行至了一顆星際小行星，聯邦星艦海華沙號（NCC-815）的殘骸在其上被發現。由於無法在從海華沙號上傳送倖存者時維持護盾升起狀態，發現號遭受了解體小行星撞擊造成的嚴重艦殼損傷。之後發現號利用重力模擬器將一塊小行星碎片捕獲在了梭機庫（《DIS》:“兄弟”）。
在尋找史巴克的過程中，發現號被一個巨大的球形生命體拉出曲速。發現號的電腦系統因機組人員認為是電腦病毒而過載。最終球體的意圖被發現，發現號隨後成為球體十萬年知識和記憶的接收者（《DIS》:“冥河之歐寶”）。 
發現號上的球體資料成为了31区叛变人工智能“指揮部”的抢夺对象，而对史巴克的搜寻工作也因此发现与七个红色信号关系，最终确认到需要将这些資料带到一个未知的未来时间来避免“指揮部”获得这資料从而毁灭全部感知生命的意图，透过麥珂·伯翰使用一套时间裝備服生成一个虫洞来带着发现号前往未知的时间中。在事件结束后，派克艦長和史巴克要求联邦对发现号的存在保密，来消除可能的恶性影响（《DIS》:“甜蜜的悲傷（下）”）。

### 穿越時空
發現號跟隨麥珂·伯翰穿越到九百三十多年後的未來，在3189年離開蟲洞後，迫降在一個被稱為為“殖民地”的冰行星上（《DIS》:“遠離家鄉”）。 
發現號在32世紀抵達後，艦載電腦的發展促使薩魯艦長等一些船員發展出一種理論，即整合大量球體資料，這是他們未來旅程的核心，促進了自我意識保護的發展船上電腦系統的本能（《DIS》:“勿忘我”）。
|                                                  | 這艘船背負著“發現”之名，如今這個名字前所未有地貼切，有如預兆。它帶著我們邁向未來，我們也很榮幸能夠讓這個未來光明燦爛。 |
| ——薩魯艦長，舰长日志，3189年（《DIS》: “地球人”) | |

發現號為未來因大烈火（The Burn）而分崩離析的星際聯邦四處奔走，最终解开大烈火的起源并从中获得大量二锂晶體来源，让星際聯邦重新恢复统一（《DIS》: “希望就是你（下）”)。

## 设计
作为星际联邦最先进的船舰，发现号上具有星际联邦的秘密科学研究，也因此发现号具有独有的“黑色警报 ”（black alert）信号（相比联邦星舰企业号 (NCC-1701)只有“黄色警报”和“红色警报”），当黑色警报开启时，发现号会启动孢子驅動系統（也因为如此，发现号船员会佩戴一个“黑色徽章”，而在星际迷航其他船舰中只有金色和银色（可参见詹姆斯·T·柯克的金色徽章））。而外围的两个钛合金钢圈则是在“黑色警报”时会旋转转动。舰桥则安装在钛合金环中央下端。
|                                                    | 要大膽、要英勇、要勇敢。黑色警戒! |
| ——派克舰长，舰长日志，2257年（《DIS》: “新伊甸園”) |                                   |

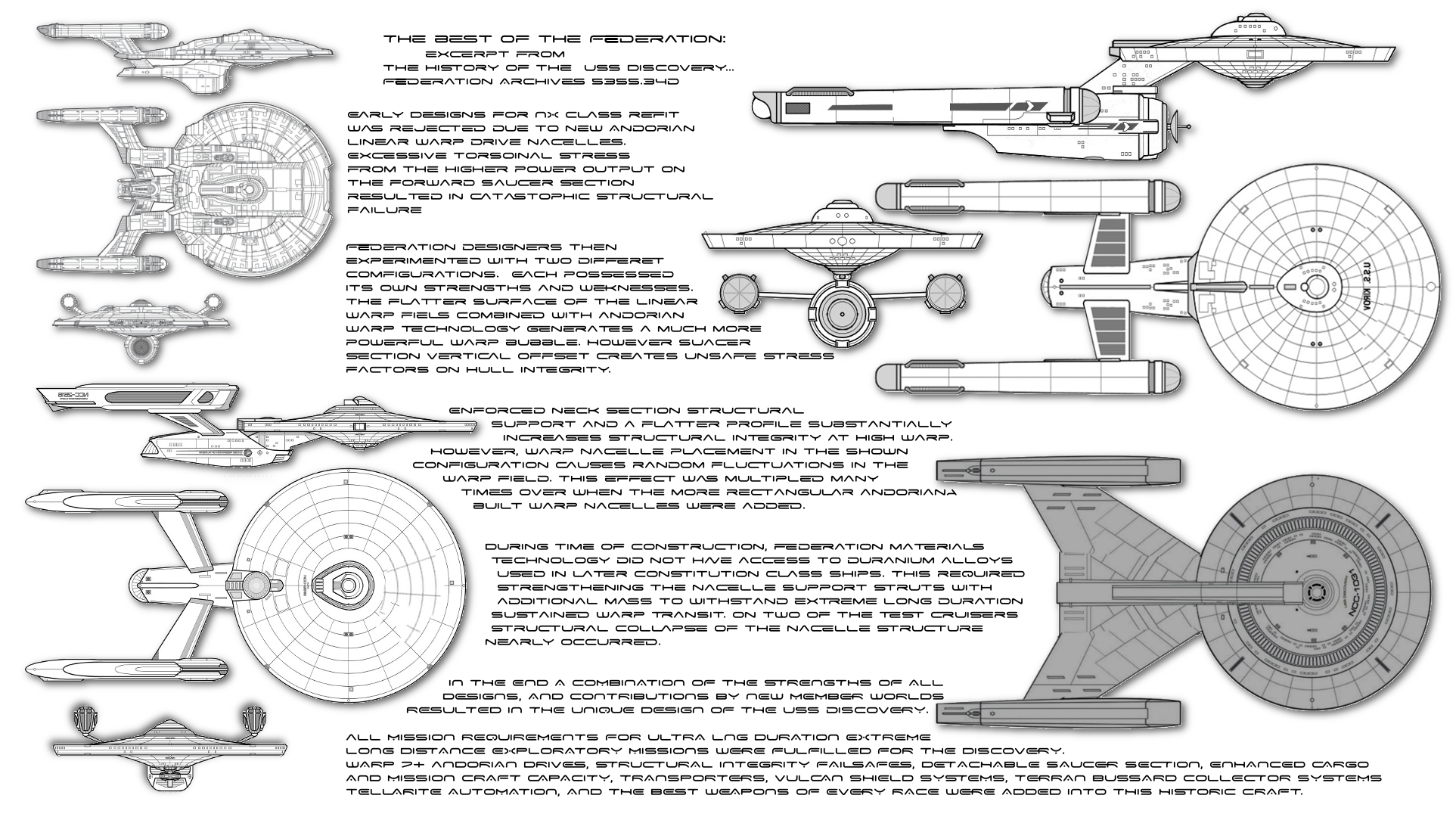
发现号的设计图及其介绍

保险起见，发现号后尾同样装有曲速引擎，可以达到曲速9级。在主引擎中间装有一个备用引擎（此设计和进取号相似）
工程组（在星际迷航的世界设定中，船舰会分为工程组，医疗组，指挥组，研究组）位于舰船中央，里面含有大量孢子，以推动孢子驅動系統。由于孢子驅動系統发现号可以瞬间出现在宇宙中任何一个地方，也因为如此，这艘船舰被克林贡人说做是“幽灵船舰”。副曲速引擎的下方是小型舰船出入的地方，最初麥珂·伯翰所在的运囚船即在那里降落。其出口甚至可以自由运入一只戈瑪甘德（gormagander） 。（实际上据此也能看出即使是在战争阶段，发现号也仍旧保持一定的科學研究功效）
在未來的星際聯邦總部，發現號進行了為期三週的改裝，它的所有系統都按照32世紀的技術進行了升級。部分的改裝包含將可程式化物質安裝到艦橋上的控制台使船員操控星艦更方便，並將兩台主引擎艙的曲速引擎與星艦本體分離提高機動性和性能。在改裝期間，發現號重新投入使用，註冊碼為NCC-1031-A。阿迪菈·塔爾也對孢子驅動系統的反應立方體進行升級，以及將物理注射器分流到奈米凝膠控制界面（《DIS》: “拾荒者”）。作為改裝的一部分，發現號配備了隱形裝置，渦輪升降機不再在軌道上運行，而是懸停，系統樞紐部分也進行了升級。（《DIS》: “蘇卡”）

## 船员组成
| 种类   | 著名人物（在舰上服役）                             | 人数占比 |
| ------ | -------------------------------------------------- | -------- |
| 人类   | 麥珂·伯翰、 保罗·斯塔麥 、克里斯托弗·派克、休·考博 | 97%      |
| 水魔族 | 薩魯                                               | 1%       |